# Arenetra rufipes
Arenetra rufipes är en stekelart som beskrevs av Cresson 1870. Arenetra rufipes ingår i släktet Arenetra och familjen brokparasitsteklar. Inga underarter finns listade.